# Dolpima
Niektóre z zamieszczonych tu informacji wymagają weryfikacji.
Dokładniejsze informacje o tym, co należy poprawić, być może znajdują się w dyskusji tego artykułu.
 Po wyeliminowaniu niedoskonałości należy usunąć szablon [[Szablon:Dopracować|]] z tego artykułu.
Wrocławski Zakład Przemysłu Maszynowego Leśnictwa Dolpima S.A. – firma zajmująca się produkcją pilarek spalinowych. Przedsiębiorstwo państwowe utworzone w 1991 roku, przekształcone w jednoosobową spółką skarbu państwa. Jej siedziba znajdowała się we Wrocławiu przy ul. Legnickiej 62.
Cała produkcja pilarek aż do roku 1991 odbywała się na licencji firmy Husqvarna. Pilarki były składane głównie z importowanych części. Serię tych pilarek zapoczątkowała pilarka Dolpima BK3A. Pilarka ta zawierała stosunkowo dużo rodzimych elementów, z importu pochodził jedynie gaźnik i iskrownik. Następnie pojawiły się dwie serie pilarek PS *90 i PS *80. Z serii *90 wywodziły się takie pilarki jak Dolpima PS 90, PS 190, PS 290, PS 390, PS 490. Natomiast z serii *80 wywodziły się pilarki PS 180, PS 280 (PS 280 - produkowana po zakończeniu licencji Husqvarna w latach 1991-1994). Pilarki te były produkowane głównie dla Lasów Państwowych.
Polskie części produkowane dla tych maszyn to: tłumiki, kabłąki wraz ze zbiornikami, pałąki, układy tnące, pokrywy cylindra i sprzęgła, tłoki WSK.
Dolpimy z serii *80 były często mylone z Husqvarnami 280, 380CD, 480, ale podobieństwu zewnętrznemu odpowiadała budowa wewnętrzna. Na przykład maksymalne obroty pilarek firmy Husqvarna według instrukcji wynoszą 10000/min bez obciążenia a moc 4,5 KM, natomiast w dolpimach parametry te również według instrukcji wynoszą odpowiednio: 10000/min i 4,5 KM.
Skrócone dane techniczne pilarek:
- Cała seria 90:

Moc 2,94/4,0 kW/KM
Poj. 90 cm³
Waga: 12 kg
Obr /Rpm 6500/min
Mieszanka; (olej:paliwo) 1:25
- Cała seria 80:

Moc 3,3 kW/4,5 KM
Poj. 77 cm³
Waga: 8,2 kg
Obr /Rpm 10000/min
Mieszanka; (olej:paliwo) 1:30